# 1946 في نيوزيلندا
فيما يلي قوائم الأحداث التي وقعت خلال عام 1946 في نيوزيلندا.

## سياسة

### تعيين في المنصب
- 1 يناير – بيتر فرازير عضو مجلس النواب النيوزيلندي ‏.

## رياضة
- 1 يناير – كأس نيوزيلندا 1946 الفائز Wellington Marist [الإنجليزية]‏.

## مواليد

### يناير
- 1 يناير – بيل توماس لاعب كرة قدم نيوزيلندي.[1]
- 1 يناير – جيوفري رايس مؤرخ نيوزيلندي.
- 1 يناير – روبن وايت رسامة نيوزيلندية.
- 1 يناير – ريتشارد كيلين فنان نيوزيلندي.[2]
- 1 يناير – غافين بيشوب
- 1 يناير – كينيدي غراهام سياسي نيوزيلندي.
- 1 يناير – موراي غاردنر متزحلق جبال الألب نيوزيلندي.[3]
- 1 يناير – هيلاري الكسندر صحفية نيوزيلندية.
- 11 يناير – بيري هاريس لاعب رغبي نيوزيلندي.
- 25 يناير – راسيل ستيوارت

### فبراير
- 6 فبراير – جون بيرك سياسي نيوزلندي.
- 28 فبراير – غراهام فيفيان لاعب كركيت نيوزيلندي.

### مارس
- 30 مارس – توني هرت مُجدّف نيوزيلندي.[4]

### أبريل
- 2 أبريل – روب مونرو سياسي نيوزيلندي.
- 7 أبريل – بيفان هولمز لاعب رغبي نيوزيلندي.

### مايو
- 7 مايو – نورمان ماكنزي
- 15 مايو – جورج هوكينز سياسي نيوزيلندي.
- 20 مايو – غوين ناغل لاعبة كركيت نيوزيلندية.
- 24 مايو – يان كيركباتريك لاعب اتحاد رغبي نيوزيلندي.

### يونيو
- 8 يونيو – غراهام هنري لاعب رغبي نيوزيلندي.[5]

### يوليو
- 2 يوليو – كارلسون ديكل لاعب كركيت نيوزيلندي.
- 19 يوليو – سوزان مولر أوكين
- 26 يوليو – دينيس أورورك سياسي نيوزيلندي.

### أغسطس
- 4 أغسطس – باول إيست سياسي نيوزيلندي.
- 6 أغسطس – نيكولاس سميث
- 19 أغسطس – دينا لي مغنية نيوزيلندية.

### سبتمبر
- 22 سبتمبر – دارسي لانج
- 29 سبتمبر – نيل تشيري فيزيائي نيوزيلندي.

### أكتوبر
- 2 أكتوبر – غراهام لوي لاعب دوري رغبي نيوزيلندي.

### نوفمبر
- 18 نوفمبر – ديك هابارد
- 30 نوفمبر – كين وادزورث لاعب كركيت نيوزيلندي.

### ديسمبر
- 2 ديسمبر – جون بانكس سياسي نيوزيلندي.
- 8 ديسمبر – إدنا ريان لاعبة كركيت نيوزيلندية.
- 9 ديسمبر – ريتشارد ويبستر روائي نيوزيلندي.
- 10 ديسمبر – أش غاردينر لاعب رغبي نيوزيلندي.
- 22 ديسمبر – جون دوغان لاعب رغبي نيوزيلندي.
- 31 ديسمبر – جين إيفانز رسامة نيوزيلندية.[6]

## وفيات

### يناير
- 1 يناير – كاثلين سالموند (مواليد 1895)

### فبراير
- 9 فبراير – فنسنت وارد (مواليد 1886) سياسي نيوزيلندي.
- 20 فبراير – جورج هاويس (مواليد 1879) عالم حشرات نيوزيلندي.

### يونيو
- 21 يونيو – جيمس لورانس (مواليد 1867) لاعب كركيت نيوزيلندي.
- 23 يونيو – ثيلما رينيه كينت (مواليد 1899) مصورة نيوزيلندية.

### يوليو
- 27 يوليو – إيلين ميلفيل (مواليد 1882) سياسي نيوزيلندية.

### أغسطس
- 14 أغسطس – بيل باتريك (مواليد 1885) لاعب كريكت نيوزلندي.

### أكتوبر
- 4 أكتوبر – آني إليزابيث كيلي (مواليد 1877) رسامة نيوزيلندية.
- 18 أكتوبر – بيتر كار (مواليد 1884) سياسي نيوزيلندي.
- 19 أكتوبر – بيرسي وايت (مواليد 1868) لاعب كريكت نيوزلندي.

### نوفمبر
- 10 نوفمبر – كلود ويستون (مواليد 1879) محامي نيوزيلندي.